# Miss Pará 2013
Miss Pará 2013 foi a 58.ª edição do concurso que escolhe a melhor candidata paraense para representar seu estado e sua cultura no Miss Brasil. O evento contou com a presença de vinte e três candidatas de diversos municípios do estado competindo pela coroa. A noite final da competição foi televisionada pela nona vez pela TV RBA. Layse Souto, Miss Pará 2012 coroou sua sucessora ao título no final do evento. O mesmo ocorreu na Assembleia Paraense, na capital do estado e contou com a presença da Miss Brasil 2012, Gabriela Markus. A vencedora da competição foi a candidata do município de Castanhal, Anne Carolline Vieira, de 23 anos.  

## Resultados
| Posição                 | Município e Candidata |
| Miss Pará               | - Castanhal - Anne Carolline Vieira |
| 2.º Lugar               | - Marabá - Letícia Botelho |
| 3.º Lugar               | - Moju - Domênica Nepomuceno |
| 4.º Lugar               | - Novo Progresso - Rubiane Foresti |
| 5.º Lugar               | - Cametá - Jéssica Marinho |
| (TOP 12) Semifinalistas | - Ananindeua - Kissia Oliveira - Belém - Marina Morais - Marituba - Priscila Winny - Parauapebas - Jamila Azevêdo - Redenção - Daniele Bastos - Salinópolis - Larissa Oliveira - Santa Isabel do Pará - Carolinne Ribas |

### Premiações especiais
- A miss eleita pelos internautas tem o direito de estar entre as semifinalistas da competição.

| Posição           | Candidata                                  |
| Miss Voto Popular | - Marabá - Letícia Botelho                 |
| Miss Biquíni      | - São Caetano de Odivelas - Adriane Aguiar |

## Jurados
A lista de jurados abaixo corresponde a final televisionada com as vinte e três candidatas disputando o título:
- Tatiane Hertz, hair stylist;
- Franciele Borges, administradora;
- Peterson Mota, administrador;
- Dilson Cabral, administrador;
- Esperança Bessa, colunista Social;
- Dorival Albuquerque, auditor;

## Candidatas
Todas as aspirantes ao título que competiram este ano do concurso: 
| - Acará - Jamile Borges - Altamira - Izabela Barros - Ananindeua - Kissia Oliveira - Barcarena - Paula Lobato - Belém - Marina Morais - Benevides - Ana Eliza Sobral - Cametá - Jéssica Marinho - Castanhal - Anne Carolline Vieira - Igarapé-Miri - Rosylena Santos - Limoeiro do Ajuru - Débora Barra - Marabá - Letícia Botelho - Maracanã - Kelly Lima | - Marituba - Priscila Winny - Moju - Domênica Nepomuceno - Novo Progresso - Rubiane Foresti - Paragominas - Dayane Peres - Parauapebas - Jamila Azevêdo - Redenção - Daniele Bastos - Salinópolis - Larissa Oliveira - Santa Isabel do Pará - Carolinne Ribas - Santo Antônio do Tauá - Alenise Maia - São Caetano de Odivelas - Adriane Aguiar - Tailândia - Amanda Sodré |

Desistências
- Abaetetuba - Poliana Belarmino
- São Domingos do Capim - Ana Carolina Sodré